# Basovski klarinet
Basovski klarinet drveni je puhački instrument, registarska varijanta klarineta sa zvukom dubljim za oktavu. Zbog znatne dužine cijevi samo je njezin srednji dio prav i drven (kao kod klarineta), početni i završni dio od metala su i povišeni, a izlazni lijevak okrenut je naviše, nalik na saksofon. Zvuk basovskog klarineta u dubini je izrazito taman, a po karakteru često tajanstven ili dramatičan. Izvođačka tehnika istovjetna je onoj na klarinetu, tako da u orkestru basovski klarinet svira jedan od klarinetista.

## Vanjske poveznice
- (engl.) Svjetska bas klarinet zaklada
- (engl.) Opsežna bibliografija skladbi napisanih za bas klarinet  Arhivirana inačica izvorne stranice od 3. prosinca 2013. (Wayback Machine)
- (engl.) Međunarodni istraživački centar o bas klarinetu